# Virgílio de Castilho
Virgílio de Castilho Barbosa Filho (Río de Janeiro, 25 de julio de 1975) es un deportista brasileño que compitió en triatlón. Ganó una medalla de plata en los Juegos Panamericanos de 2003 en la prueba masculina individual.

## Palmarés internacional
| Juegos Panamericanos | Juegos Panamericanos             | Juegos Panamericanos | Juegos Panamericanos |
| Año                  | Lugar                            | Medalla              | Prueba               |
| -------------------- | -------------------------------- | -------------------- | -------------------- |
| 2003                 | Santo Domingo ( Rep. Dominicana) | Medalla de plata     | Individual           |